# Fatinha Ramos
Fatinha Ramos (1977) is een Belgisch-Portugese illustrator van onder andere kinderboeken.

## Leven
Ramos emigreerde na haar studies in Porto naar Antwerpen. Na tien jaar zette ze haar carrière als artdirector en grafisch ontwerper stop om voltijds te kunnen illustreren. Ze kreeg al meerdere internationale prijzen en werd geselecteerd voor expo's, zoals bijvoorbeeld de “Art & Cartoon Annual” van Society of Illustrators in New York.

## Werk
Ramos laat in haar werk een denkbeeldige wereld zien en maakt daarbij gebruik van diverse texturen. Ze werkt in opdracht van verscheidene nationale- en internationale tijdschriften en maakt ook kinderenboeken, animatie, affiches enz.

## Bekroningen
- 2017: Excellence Award in de categorie Original Unpublished Children’s Picture Book Project van de Global Illustration Awards[2]
- 2018: Excellence Award in de categorie Theme Illustration "Signs & Civilisation" van de Global Illustration Awards[1][3]
- 2021: World Illustration Award in de categorie Professional Editorial[4]